# Zbiór krótki encyklopedyczny
Zbiór krótki encyklopedyczny – jednotomowa, polska encyklopedia ogólna wydana w latach 1804-1806 we Wrocławiu przez Wilhelma Bogumiła Korna .

## Opis
Encyklopedię zredagował francuski naukowiec Jean Hautepierre, a tłumaczenia na język polski dokonał Jacek Krusiński, któremu Hautepierre dziękuje w przedmowie za przetłumaczenie swojego dzieła z języka francuskiego. Pełny tytuł brzmiał: Zbiór krótki encyklopedyczny wszystkich umiejętności pomnożony historyą powszechną aż do naszych czasów był to przekład dzieła z języka francuskiego Abrégé encyclopedique de toutes les sciences augmentée de l’histoire universelle jusqu'à nos jours. Dzieło zostało wydrukowane w latach 1804-1806 przez wrocławskiego wydawcę Wilhelma Bogumiła Korna .
We Wrocławiu ukazały się dwa wydania 1804 i poprawione w 1806 . Encyklopedię opublikowano w jednym tomie liczącym 431 stron. Treść miała układ tematyczny; przykładowe działy - O teologii w ogólności, O religii, O filozofii, O fizyce, O świetle i optyce, O głosie, O wietrze itp.. W każdym rozdziale znajdowały się pytania i odpowiedzi na dany temat. Encyklopedia dedykowana była młodzieży szkolnej co nadmienione zostało we wstępie .